# Bisdom Burlington
Het bisdom Burlington (Latijn: Dioecesis Burlingtonensis) is een rooms-katholiek bisdom met als zetel Burlington, in de Amerikaanse staat Vermont. Het bisdom is suffragaan aan het aartsbisdom Boston. 

## Geschiedenis
Het bisdom werd opgericht op 29 juli 1853, uit delen van het bisdom Boston, en was suffragaan aan het aartsbisdom New York. Op 12 februari 1875 veranderde het van kerkprovincie en werd suffragaan aan het nieuw verheven aartsbisdom Boston. 
De kathedraal uit 1867, Cathedral of the Immaculate Conception, brandde in 1972 af. Hierop werd een nieuwe kathedraal met dezelfde naam op dezelfde plek gebouwd. In 1999 werd de Cathedral of Saint Joseph tot cokathedraal verheven. In 2018 werd de Cathedral of the Immaculate Conception onttrokken aan de eredienst wegens lage bezoekersaantallen. De voormalige kathedraal werd oorspronkelijk te koop aangeboden. In 2023 verkreeg het bisdom toestemming voor de sloop van de voormalige kathedraal. 

## Parochies
Het bisdom had in 2022 een oppervlakte van 23.651 km2 en telde 628.880 inwoners waarvan 17,7% rooms-katholiek was.

## Bisschoppen
- Louis Joseph Mary Theodore de Goesbriand (29 juli 1853 - 3 november 1899)
- John Stephen Michaud (3 november 1899 - 22 december 1908; coadjutor sinds 4 mei 1892)
- Joseph John Rice (8 januari 1910 - 31 maart 1938)
- Matthew Francis Brady (30 juli 1938 - 11 november 1944)
- Edward Francis Ryan (11 november 1944 - 3 november 1956)
- Robert Francis Joyce (29 december 1956 - 14 december 1971; hulpbisschop sinds 8 juli 1954)
- John Aloysius Marshall (14 december 1971 - 27 december 1991)
- Kenneth Anthony Angell (6 oktober 1992 - 9 november 2005)
- Salvatore Ronald Matano (9 november 2005 - 6 november 2013; coadjutor sinds 3 maart 2005)
- Christopher James Coyne (22 december 2014 - 26 juni 2023)
- John Joseph McDermott (6 mei 2024 - heden; administrator: 3 januari 2014 - 29 januari 2015 en opnieuw sinds 9 oktober 2023)

## Galerij van afbeeldingen

Wapen van het bisdom
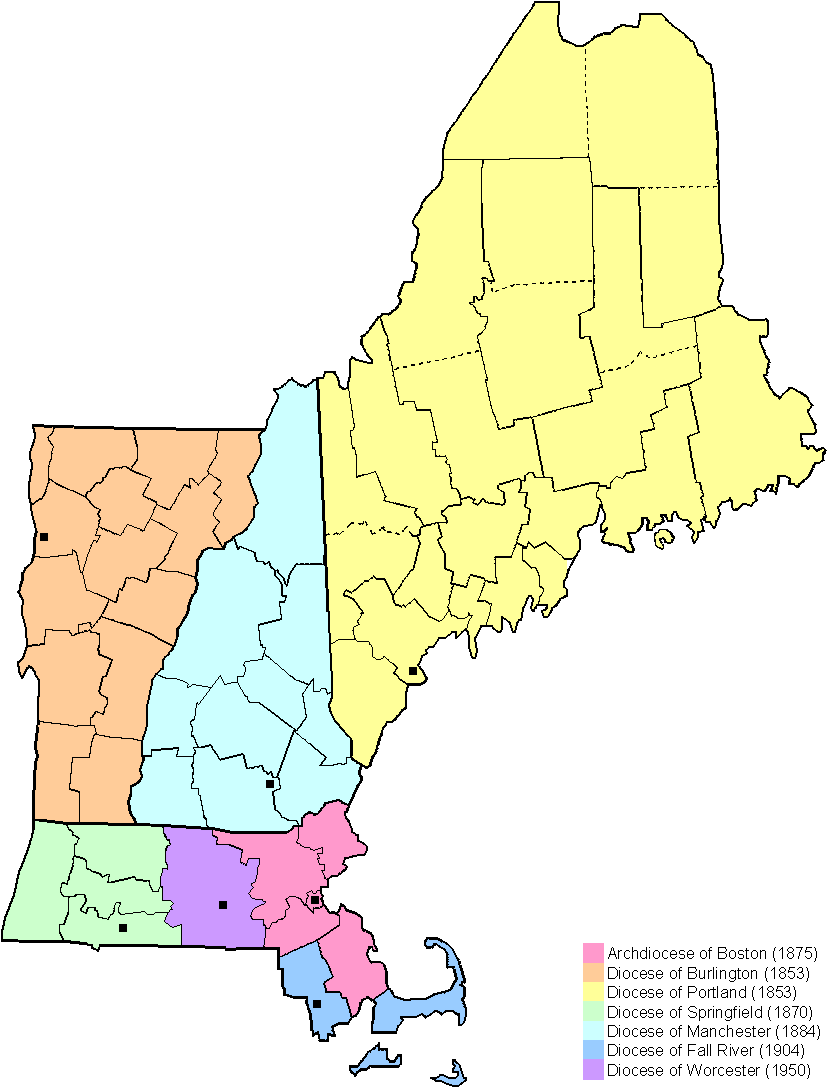
Kerkprovincie met aartsbisdom en suffragane bisdommen
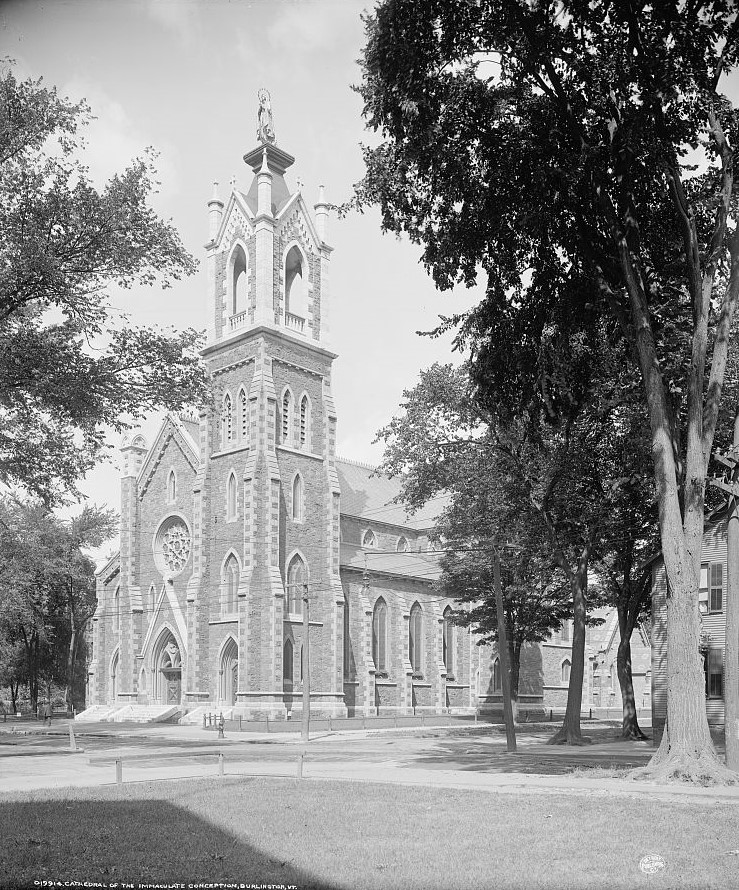
Cathedral of the Immaculate Conception, voormalige kathedraal (1867–1972)
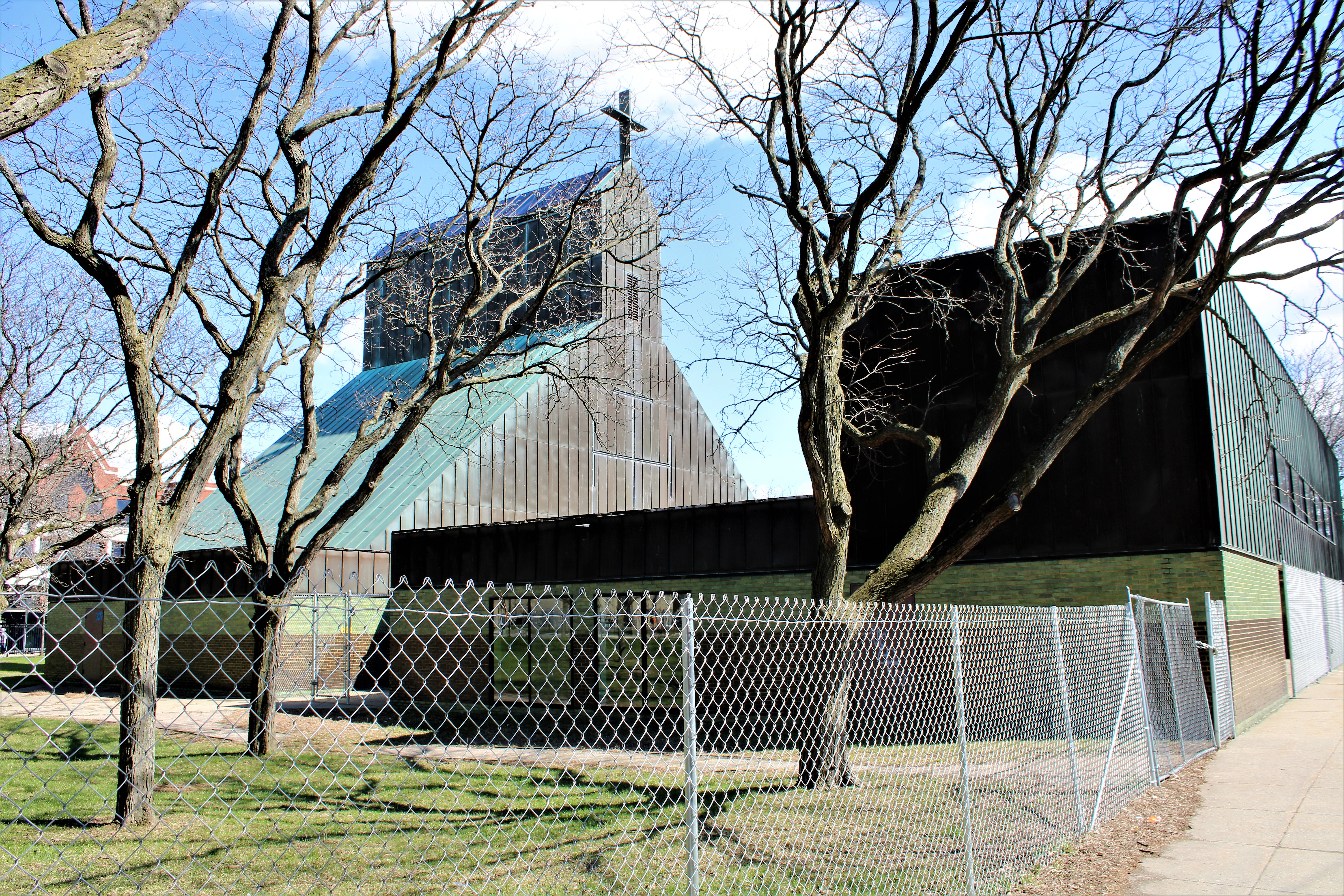
Cathedral of the Immaculate Conception, voormalige kathedraal (1972-2018)
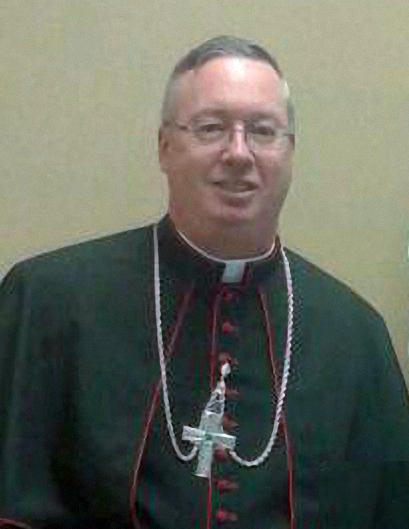
Bisschop Christopher James Coyne (2014-2023)
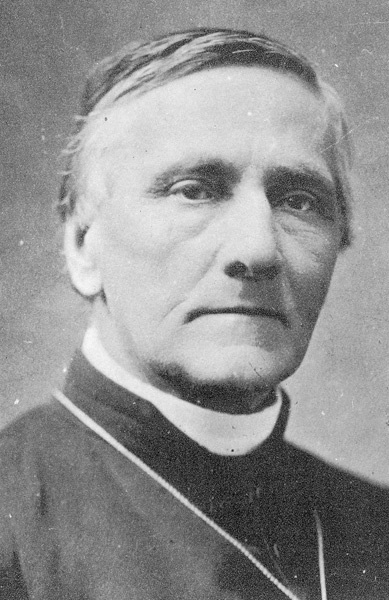
Bisschop Louis de Goesbriand (1853-1899), de eerste bisschop

Boston (aartsbisdom) · Burlington · Fall River · Manchester · Portland · Springfield in Massachusetts · Worcester